# Pieczarka płaskobulwkowa

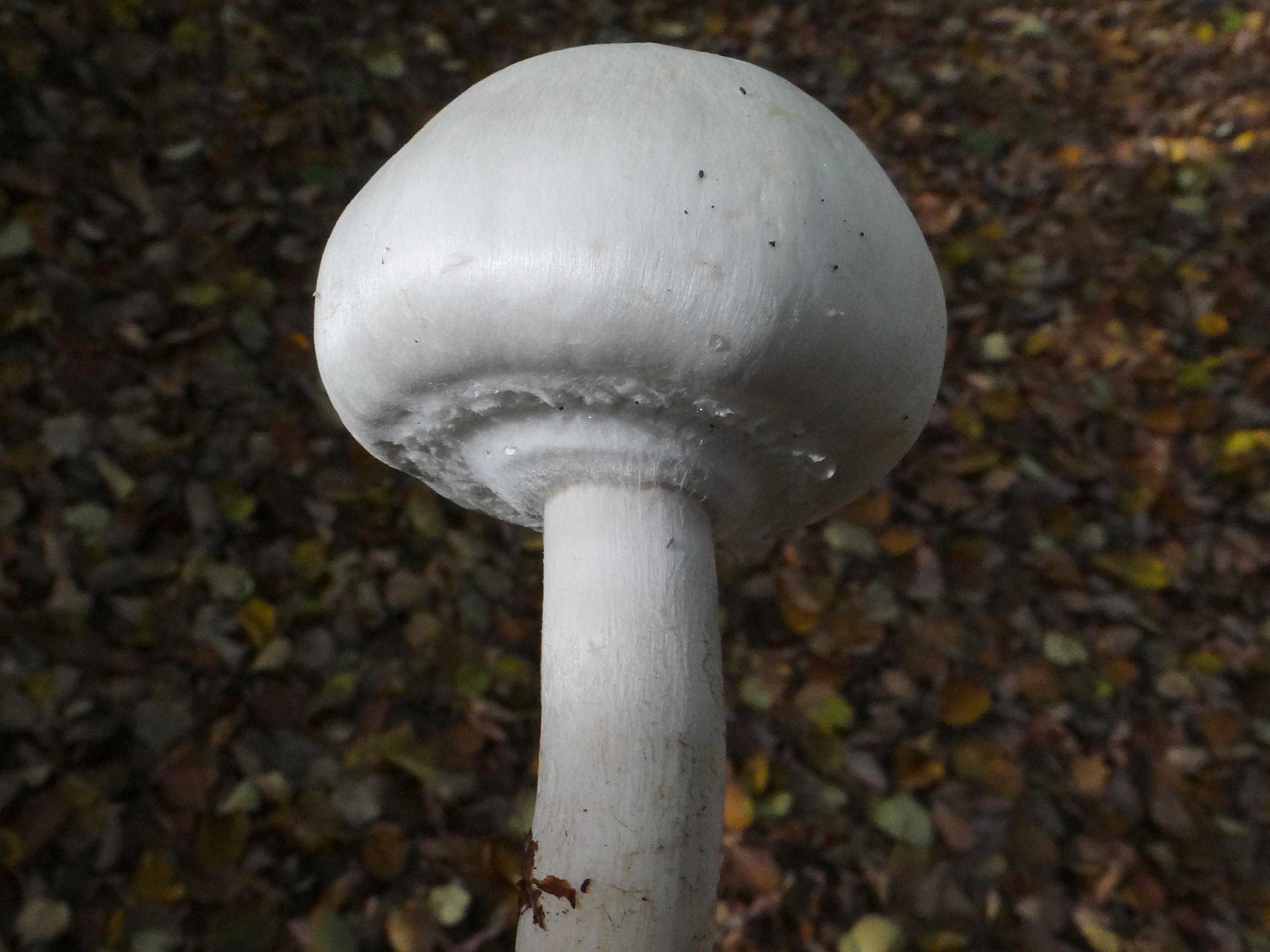
Młody owocnik pieczarki bulwiastej

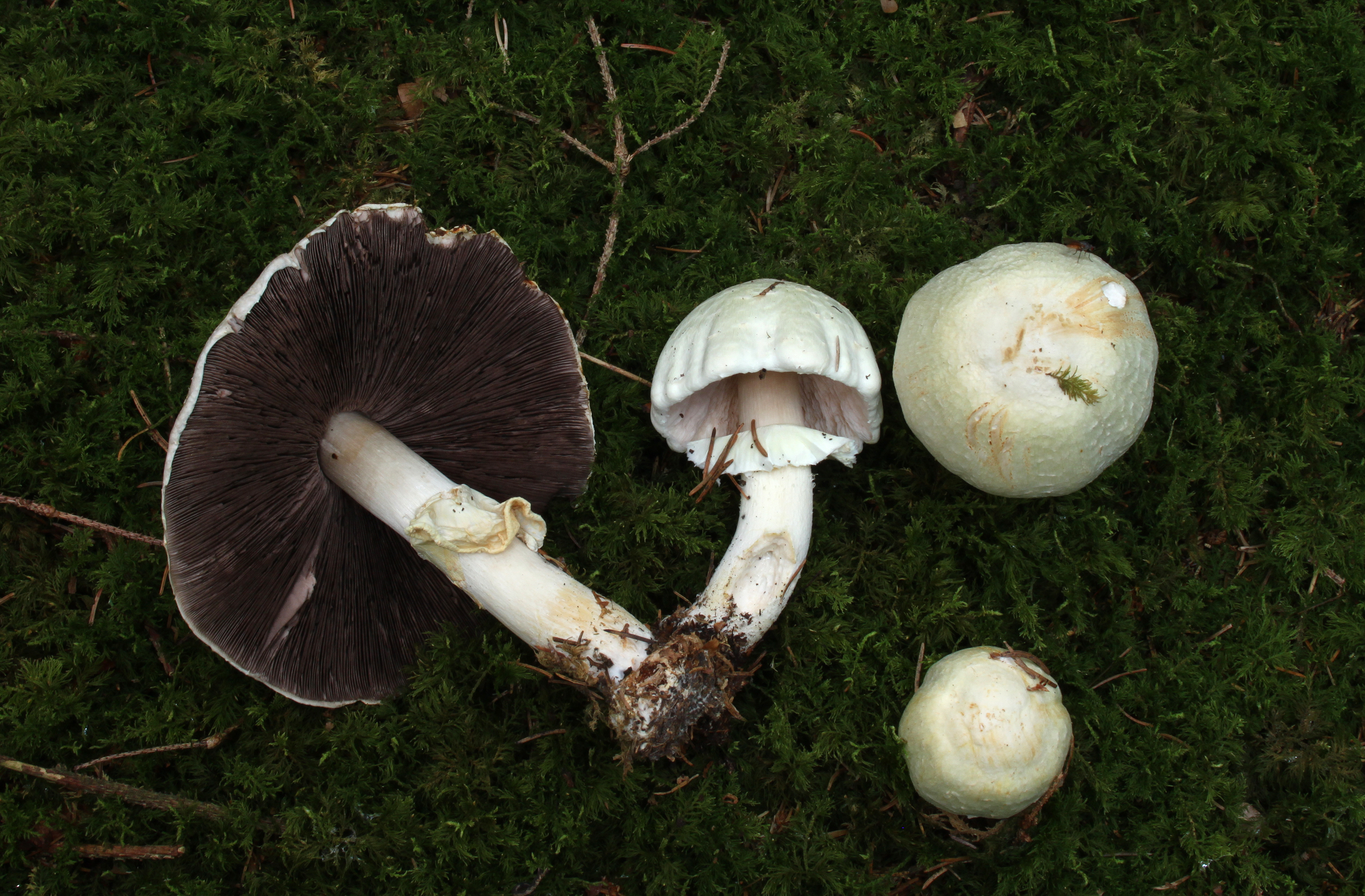

Pieczarka płaskobulwkowa, pieczarka bulwiasta (Agaricus sylvicola (Vittad.) Peck) – gatunek grzybów z rodziny pieczarkowatych (Agaricaceae).

## Systematyka i nazewnictwo
Pozycja w klasyfikacji według Index Fungorum: Agaricus, Agaricaceae, Agaricales, Agaricomycetidae, Agaricomycetes, Agaricomycotina, Basidiomycota, Fungi.
Po raz pierwszy takson ten zdiagnozował w 1832 r. Carlo Vittadini nadając mu nazwę Agaricus campestris var. sylvicola. Obecną, uznaną przez Index Fungorum nazwę nadał mu w 1872 r. Charles Horton Peck.
Alternatywna łacińska pisownia Agaricus silvicola. Synonimy naukowe:

- Agaricus campestris subsp. silvicola (Vittad.) Fr. 1838
- Agaricus campestris var. sylvicola Vittad. 1832
- Agaricus essettei Bon (1983)
- Agaricus flavescens (Gillet) Sacc. 1887
- Fungus flavescens (Gillet) Kuntze 1898
- Fungus sylvicola (Vittad.) Kuntze 1898
- Pratella campestris var. sylvicola (Vittad.) Gillet 1878
- Pratella flavescens Gillet 1878
- Psalliota campestris var. sylvicola (Vittad.) P. Kumm. 1872
- Psalliota sylvicola (Vittad.) Richon & Roze 1885
- Psalliota sylvicola (Vittad.) Richon & Roze 1885 var. sylvicola[2].

W 1983 r. Barbara Gumińska i Władysław Wojewoda nadali mu polską nazwę pieczarka zaroślowa, w 2003 r. W. Wojewoda zmienił ją na pieczarka bulwiasta. W 2025 r. Komisja ds. Polskiego Nazewnictwa Grzybów Polskiego Towarzystwa Mykologicznego zarekomendowała używanie nazwy pieczarka płaskobulwkowa, ale dla naukowej nazwy Agaricus essettei Bon. Ten zaś gatunek według Index Fungorum jest synonimem Agaricus sylvicola (Vittad.) Peck.

## Morfologia
Kapelusz
Początkowo półkulisty, później parasolowato otwarty, o średnicy od 6 do 14 cm, biały, dość mięsisty, opatrzony słabym, tępym garbkiem, wierzch od jedwabistego do delikatnie włókienkowatego, a nawet włókienkowato-kosmkowaty. Czasami ma barwę białokremową, siarkowożółtą lub ochrowożółtą. Po uciśnięciu żółknie.
Blaszki
Wolne, bardzo ściśle ustawione, u osobników młodych białawe, później o kolorze szarawo-czerwonym, a wreszcie ciemnoczerwonym aż do czarnobrązowego.
Trzon
Wysokość 5–10 cm, szerokość 1,5–3 cm, kształt wysmukły, walcowaty, nieco zwężający się ku górze, ponad pierścieniem jedwabiście włóknisty. Powyżej bulwy przeważnie zgięty i u podstawy charakterystycznie rozszerzony, z pierścieniem bardzo cienkim, zwisającym i od strony dolnej obramowanym skórzanymi brodawkami.
Miąższ
W kapeluszu biały, bardzo cienki, z jamą koło trzonu. Po nacięciu lub zgnieceniu żółknący. Pachnie przyjemnie anyżkiem.
Wysyp zarodników
Purpurowobrunatny. Zarodniki eliptyczne, gładkie, o rozmiarach 6–7,5(8) × 4–5,5 µm, bez pory rostkowej.
Gatunki podobne
- Młode, stożkowato zamknięte owocniki tego grzyba można pomylić ze śmiertelnie trującym muchomorem jadowitym (Amanita virosa), u muchomora jednak skórka kapelusza nie barwi się po uszkodzeniu na kolor żółty. Ostateczne wyjaśnienie daje podstawa trzonu, która u muchomorów jadowitych opatrzona jest pochwą[7].
- Pieczarka biaława (Agaricus arvensis) – jej blaszki nigdy nie mają różowego odcienia[6].
- Pieczarka karbolowa (Agaricus xanthodermus) – różni się karbolowym zapachem, a jej miąższ po uszkodzeniu silnie żółknie[6].

## Występowanie i siedlisko
W Ameryce Północnej i w Europie gatunek szeroko rozprzestrzeniony, w Polsce również dość częsty.
Naziemny grzyb saprotroficzny. Rośnie od lata do późnej jesieni (lipiec-październik) w lasach sosnowych, świerkowych, lecz także pod bukami, chętnie na trawiastych obrzeżach wśród iglastej ściółki, przeważnie pojedynczo.

## Znaczenie
Grzyb jadalny, smaczny. Nie dla każdego przyjemny zapach anyżkowy znika podczas przyrządzania. Zapach ten spowodowany jest przez niewielkie ilości mieszaniny alkoholu benzylowego i benzaldehydu. Grzyb ma zdolność gromadzenia kadmu; stężenie tego pierwiastka może w owocniku być nawet 300 razy większe od stężenia w glebie.